# Paternalisme
Paternalisme is het beperken van de vrijheid of autonomie van een persoon of groep in naar wat wordt aangenomen hun eigen bestwil. Dit kan een overheid zijn tegenover het volk, of van een overheersend volk tegenover een kolonie. Dit kan een achtergrond hebben van een expliciet of impliciet gevoel van superioriteit van het gezag ten opzichte de persoon of groep. Het is de neiging om alles van bovenaf -als een autoritaire vader- te regelen en te beslissen.
Het verwijst naar een houding vergelijkbaar met het hiërarchische familiepatroon waarbij de vader (pater in het Latijn) aan het hoofd van de familie staat en de vader beslissingen neemt voor de andere familieleden, ook als die beslissing niet direct in overeenstemming is met wat zij wensen.